# Wahlbezirk Steiermark 6
Der Wahlbezirk Steiermark 6 war ein Wahlkreis für die Wahlen zum Abgeordnetenhaus im österreichischen Kronland Steiermark. Der Wahlbezirk wurde 1907 mit der Einführung der Reichsratswahlordnung geschaffen und bestand bis zum Zusammenbruch der Habsburgermonarchie.

## Geschichte
Nachdem der Reichsrat im Herbst 1906 das allgemeine, gleiche, geheime und direkte Männerwahlrecht beschlossen hatte, wurde mit 26. Jänner 1907 die große Wahlrechtsreform durch Sanktionierung von Kaiser Franz Joseph I. gültig. Mit der neuen Reichsratswahlordnung schuf man insgesamt 416 Wahlbezirke, wobei mit Ausnahme Galiziens in jedem Wahlbezirk ein Abgeordneter im Zuge der Reichsratswahl gewählt wurde. Der Abgeordnete musste sich dabei im ersten Wahlgang oder in einer Stichwahl mit absoluter Mehrheit durchsetzen. Der Wahlkreis Steiermark 6 umfasste die Städte, Märkte und Gemeinden Eisenerz (Gerichtsbezirk Eisenerz), Donawitz, Vordernberg (Gerichtsbezirk Leoben), Fohnsdorf, Kumpitz, Zeltweg (Gerichtsbezirk Judenburg) und Selzthal (Gerichtsbezirk Rottenmann).
Aus der Reichsratswahl 1907 ging der Sozialdemokrat Vinzenz Muchitsch als Sieger hervor. Er setzte sich mit 80,5 % bereits im ersten Wahlgang durch. Hinter ihm folgte der christlich-soziale Politiker Leopold Bleimauer mit 15,7 %. Bei der Reichsratswahl 1911 setzte sich Muchitsch ebenfalls im ersten Wahlgang durch. Er erzielte 84,5 % und verwies damit den christlich-sozialen Kandidaten Friedrich Streicher mit 14,4 % klar auf den zweiten Platz.

## Wahlergebnisse

### Reichsratswahl 1907
Die Reichsratswahl 1907 wurde am 14. Mai 1907 (erster Wahlgang) durchgeführt. Die Stichwahl entfiel auf Grund der absoluten Mehrheit für Muchitsch im ersten Wahlgang.
| Kandidat                                       | Partei                             | Wahlkreisstimmen | Prozent |
| ---------------------------------------------- | ---------------------------------- | ---------------- | ------- |
| Vinzenz Muchitsch                              | Sozialdemokratische Arbeiterpartei | 6190             | 80,5 %  |
| Leopold Bleimauer                              | Christlichsoziale Partei           | 1203             | 15,7 %  |
| Josef Langer                                   | Deutsche Volkspartei               | 188              | 2,4 %   |
|                                                | deutsch-radikale Partei            | 83               | 1,1 %   |
|                                                | Sonstige Parteien                  | 22               | 0,3 %   |
| Wahlberechtigte: 8602, Wahlbeteiligung: 89,6 % |                                    |                  |         |

### Reichsratswahl 1911
Die Reichsratswahl 1911 wurde am 13. Juni 1911 (erster Wahlgang) durchgeführt. Die Stichwahl entfiel auf Grund der absoluten Mehrheit für Muchitsch im ersten Wahlgang.
| Kandidat                                                                       | Partei                             | Wahlkreisstimmen | Prozent |
| ------------------------------------------------------------------------------ | ---------------------------------- | ---------------- | ------- |
| Vinzenz Muchitsch                                                              | Sozialdemokratische Arbeiterpartei | 6054             | 84,5 %  |
| Friedrich Streicher                                                            | Christlichsoziale Partei           | 1032             | 14,4 %  |
|                                                                                | Sonstige Parteien                  | 79               | 1,1 %   |
| Wahlberechtigte: 10.018, Ungültige/Leere Stimmen: 115, Wahlbeteiligung: 72,7 % |                                    |                  |         |